# Homalocalyx thryptomenoides
Homalocalyx thryptomenoides är en myrtenväxtart som först beskrevs av Ferdinand von Mueller, och fick sitt nu gällande namn av Lyndley Alan Craven. Homalocalyx thryptomenoides ingår i släktet Homalocalyx och familjen myrtenväxter.
Artens utbredningsområde är Western Australia. Inga underarter finns listade i Catalogue of Life.